# Centre historique de Sighișoara
Le centre historique de Sighișoara (Citadelle de Sighișoara) est le vieux centre historique de la ville de Sighișoara (allemand : Schäßburg, hongrois : Segesvár), en Roumanie, construit au XIIe siècle par les colons Saxons. Il s'agit d'une citadelle médiévale habitée qui, en 1999, a été désignée par l'UNESCO comme site du Patrimoine mondial pour ses 850 ans d'existence et pour l'histoire et la culture des Saxons de Transylvanie.
Lieu de naissance de Vlad III l'Empaleur (en roumain Vlad Țepeș), Sighișoara accueille, chaque année, un festival médiéval où les arts et l'artisanat fusionnent avec la musique rock et des concerts. Comme ses grandes villes sœurs, Sibiu (Hermannstadt) et Brașov (Kronstadt), Sighișoara expose le patrimoine architectural et culturel germanique qui a été préservé, même au cours de la période Communiste.

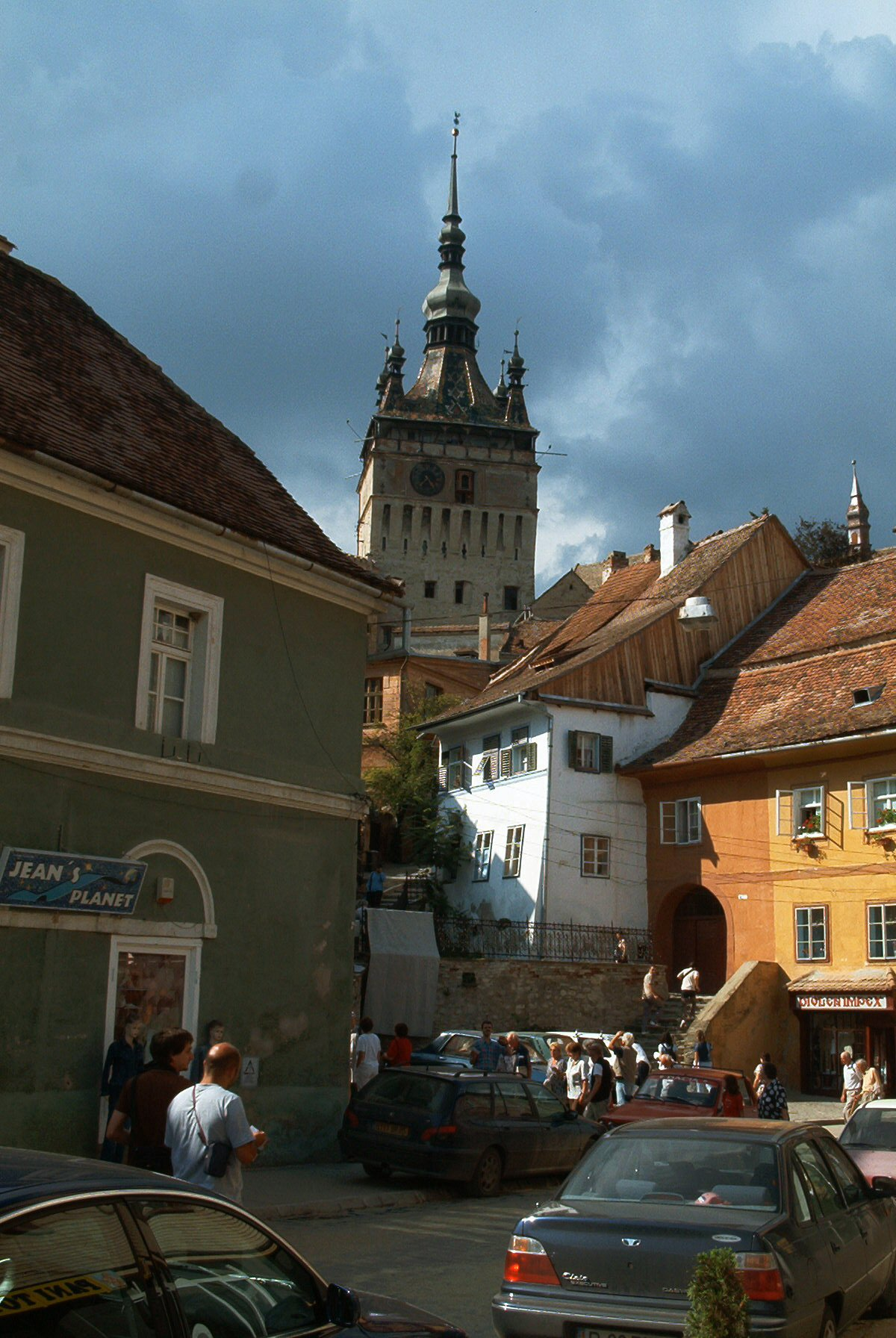
La tour de l'Horloge, depuis la ville basse.
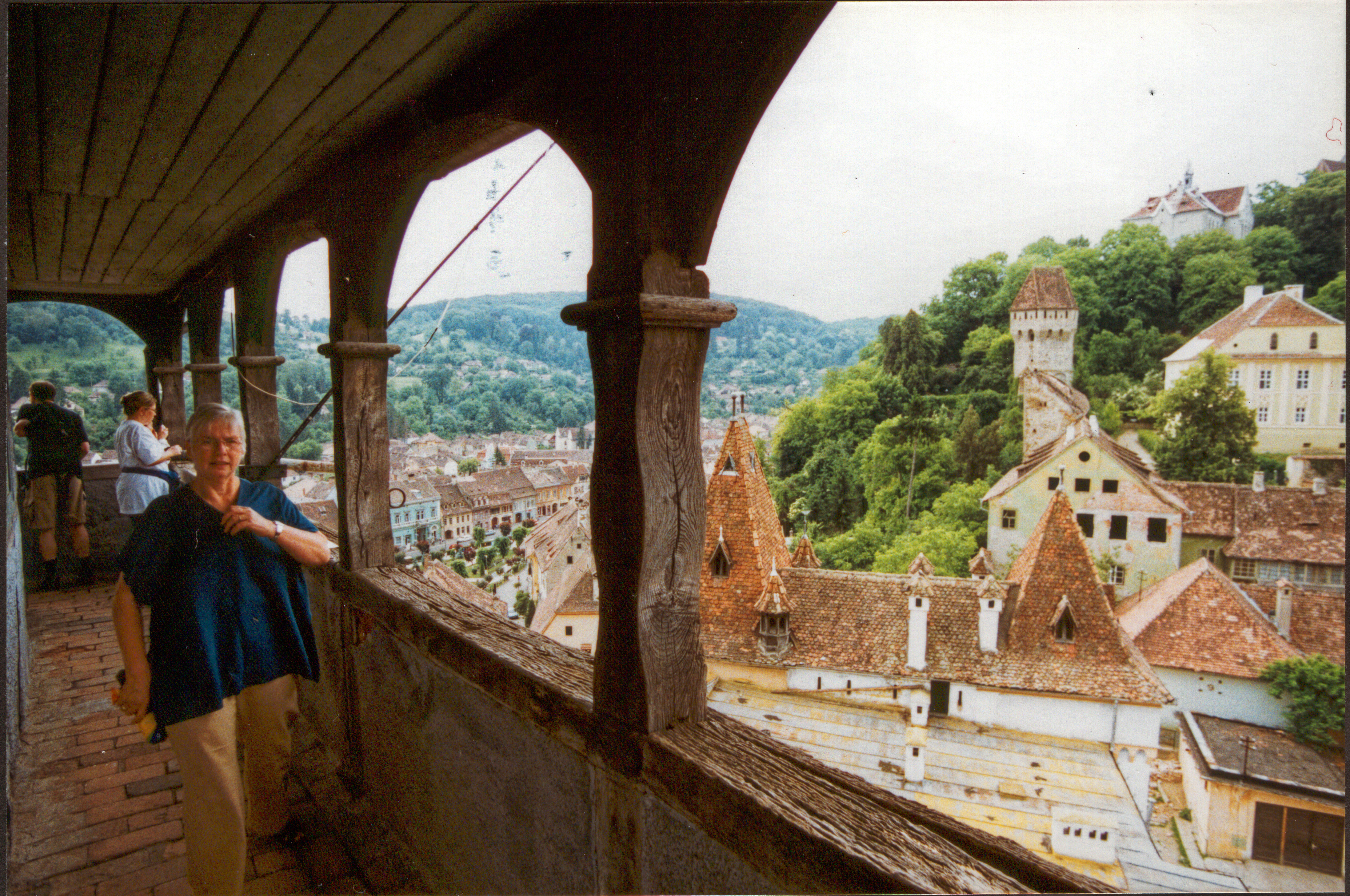
Vue de la ville depuis la tour de l'Horloge.
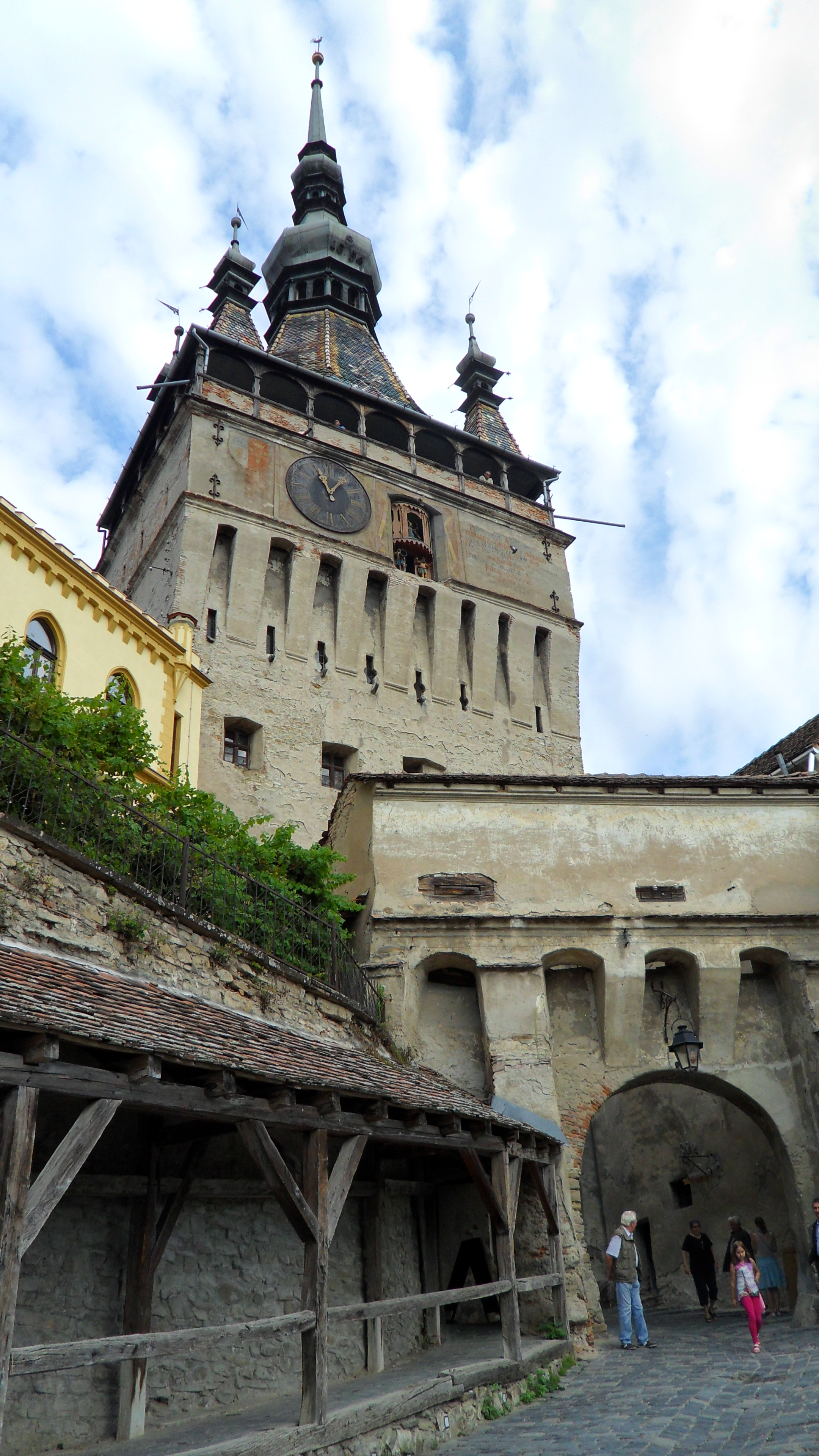
La tour de l'Horloge.
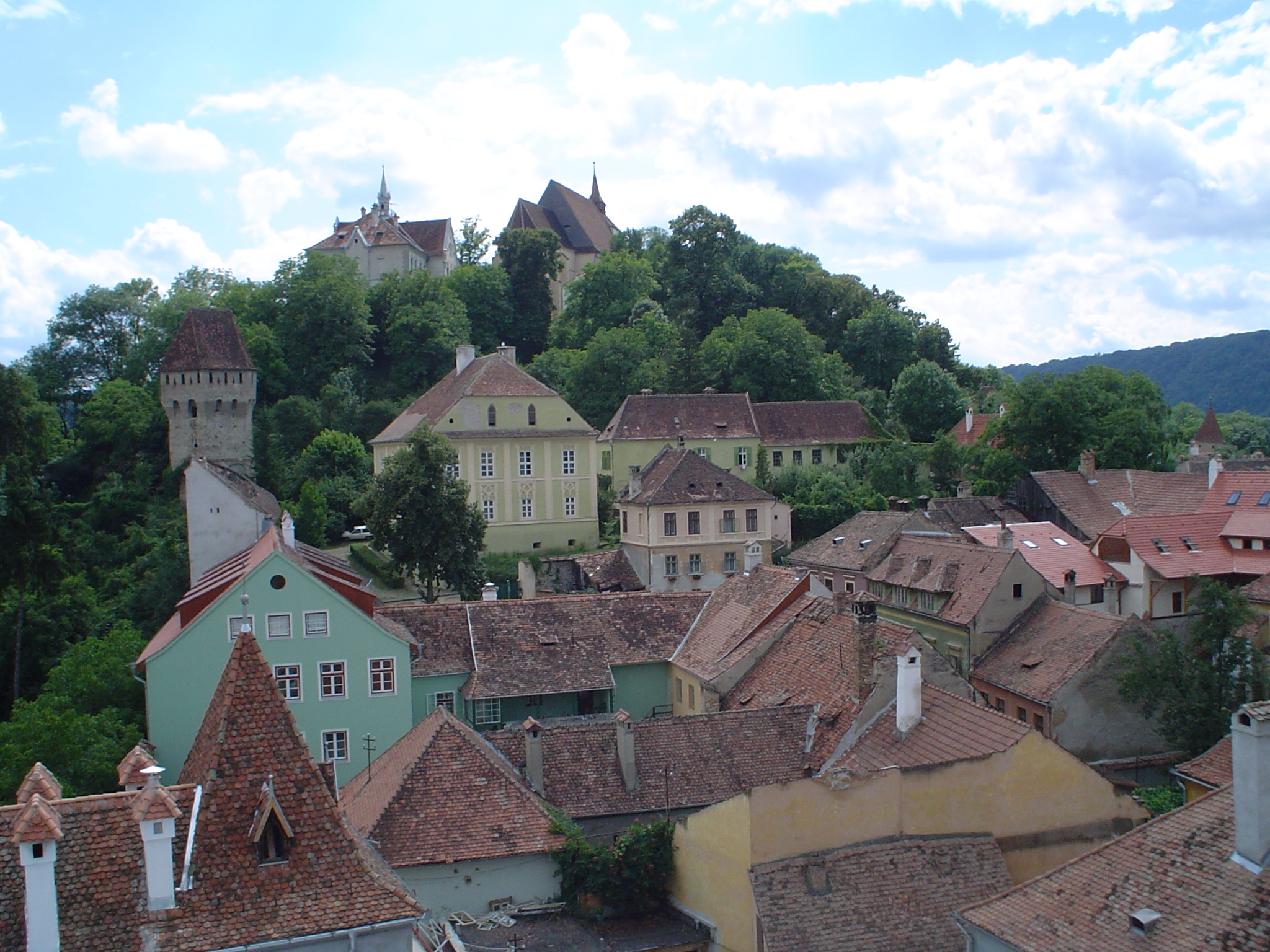
Le haut de la citadelle, depuis la tour de l'Horloge.
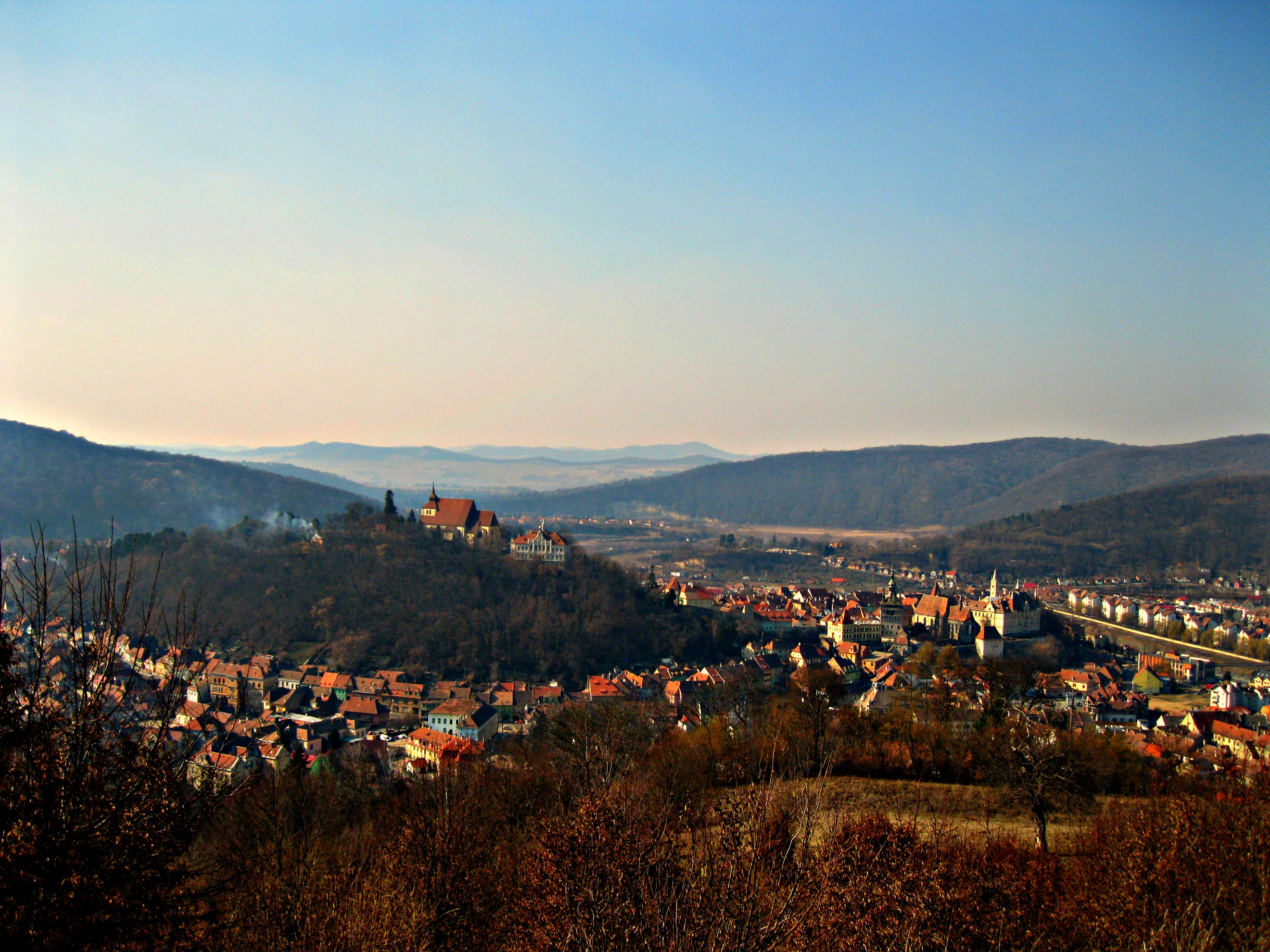
Sighișoara depuis les collines au sud-est.